# Хотеева, Маура Максимовна
Маура (Маури, Мавра) Макси́мовна Хоте́ева (1864—1938) — карельская сказительница, исполнитель эпических песен.

## Биография
Родилась 3 мая 1864 г. (по другим данным, в 1868 г.) в семье крестьянина-коробейника.
После смерти отца вышла замуж за крестьянина-бедняка, в семье было шестеро детей, работала батрачкой, сторожем в Костомукшской школе.
В 1918 г. её сказы были записаны финляндскими фольклористами-собирателями Э. Кемппайнен, В. Салминен и А. О. Вяйсянен, в 1928 г. — советскими учеными.
В наследии имеется сюжет о строительстве лодки «Venettä luatijessa», 2 варианта рун, 7 колыбельных песен и детских потешек.
В 1920-х-1930-х гг. неоднократно выезжала для записи сказов и причитаний выступлений в г. Петрозаводск.
В 1935 г. приняла участие в праздновании столетнего юбилея первого издания «Калевалы», а в 1936 г. участвовала в Декаде карельского искусства в Ленинграде.
В Научном архиве Карельского научного центра РАН имеется отдельная коллекция М. Хотеевой.
В репертуаре советского времени имеются руны: «Выкуп девушки», «Дева Велламо», «Девушка, задержавшаяся у источника», «Мать ищет дитя», «Морские женихи», «Морской поход», «Посещение Туонелы», «Портной Кеттунен», «Ранение колена Вяйнямёйнена» и «Состязание в сватовстве».
От неё записан ряд ёйг. Особую ценность имеют плачи, в том числе свадебные.
В творчестве М. М. Хотеевой имеются новины — сказы и плачи о Ленине, в том числе «Сказ о тяжелой жизни карел и как Ленин и Сталин сделали их жизнь счастливой», «О новой конституции», сказ «Великий Ленин».
Умерла в 1938 г. Дом, где она жила и могила в поселке Калевала в 1977 г. внесены в Свод памятников истории и культуры РСФСР.

## Память
На доме М. М. Хотеевой установлена мемориальная доска, одна из улиц Калевалы названа её именем.
Имеется портрет работы скульптора М. П. Коппалева.